# Rjuzo Hiraki
Rjuzo Hiraki (japonsko 平木 隆三), japonski nogometaš, 7. oktober 1931, Osaka, Japonska, † 2. januar 2009.
Za japonsko reprezentanco je odigral 30 uradnih tekem.